# Irvin Kershner
Isadore (Irvin) Kershner (Philadelphia, 29 april 1923 – Los Angeles, 27 november 2010) was een Amerikaanse filmregisseur en incidenteel acteur.
Hij begon zijn filmcarrière op de University of Southern California, als professor in de fotografie en als student van Slavko Vorkapić, een filmmonteur.
In de jaren 50 volgde hij een opleiding tot documentairemaker, en vervolgens oefende hij dit vak uit bij de Amerikaanse televisie. Later stapte hij over naar het televisiedrama, waar hij uiteindelijk naam maakte met de soapserie Peyton Place. Het succes van die serie stelde hem in staat om speelfilms te gaan maken. Hij werd vooral bekend met Star Wars: Episode V: The Empire Strikes Back, Never Say Never Again en RoboCop 2.
Irvin overleed op 27 november 2010 na een lang ziekbed in Los Angeles.

## Filmografie
- Stakeout on Dope Street (1958)
- The Young Captives (1959)
- The Hoodlum Priest (1961)
- Face in the Rain (1963)
- The Luck of Ginger Coffey (1964)
- A Fine Madness (1966)
- The Flim-Flam Man (1967)
- Loving (1970)
- Up the Sandbox (1972)
- S*P*Y*S (1974)
- The Return of a Man Called Horse (1976)
- Raid on Entebbe (1977)
- Eyes of Laura Mars (1978)
- Star Wars: Episode V: The Empire Strikes Back (1980)
- Never Say Never Again (1983)
- RoboCop 2 (1990)
- SeaQuest DSV (televisieserie) (1993)

- Biblioteca Nacional de España: XX1298555
- Bibliothèque nationale de France: cb12616128s (data)
- Gemeinsame Normdatei: 121335283
- International Standard Name Identifier: 0000 0001 1461 5098
- Library of Congress Control Number: no98067276
- Nationale Bibliotheek van Tsjechië: jcu2010584306
- Nationale Bibliotheek van Israël: 987007432421505171
- Nationale Bibliotheek van Polen: a0000002881116
- Nederlandse Thesaurus van Auteursnamen: 072965681
- SNAC: w6w425sd
- Système universitaire de documentation: 083002499
- Virtual International Authority File: 59204776
- WorldCat: E39PBJkdgqDtYMTPdrCp9v89jC